# Општина Нережу (Вранча)
Нережу (рум. Nereju) општина је у Румунији у округу Вранча.
Oпштина се налази на надморској висини од 575 m.